# Брауер, Дэниел
Дэниел Р. Брауер (англ. Daniel R. Brower; 9 января 1936 — 27 февраля 2007) — американский историк-русист. Доктор философии (PhD) по истории, почётный профессор истории Калифорнийского университета в Дейвисе. Специалист по истории России, Европы и новейшей истории мира.

## Биография
Учился в Калифорнийском университете в Дейвисе. В качестве студента по обмену в 1965—1966 годах посещал СССР (Ленинград и Москву), где изучал образование русских революционеров. В качестве ассистента профессора ездил во Францию.
Изначально Брауэр занимался изучением истории Франции. В 1968 году в том же Калифорнийском университете он получил учёную степень доктора философии (Ph.D.) по истории и в том же году написал свою первую монографию «The New Jacobins: The French Communist Party and the Popular Front» («Новые якобинцы: Французская коммунистическая партия и Народный фронт»), представлявшую собой политико-институциональное исследование.
В конце 1960-х годов, ещё будучи в аспирантуре, Брауэр сменил своё научное направление и стал заниматься русистикой. По словам профессора Г. Л. Фриза (Ph.D. по истории), — причиной тому было, то что в 1960-е годы Вашингтон хорошо финансировал развитие русистики и Брауэру «предложили такие большие деньги, что он стал заниматься русистикой».
По получении в 1968 году докторской степени Брауэр перебрался в Калифорнийский университет в Дейвисе, где в течение последующих 38 лет был членом Исторического факультета.
Брауэр был одним из первых историков, призывавших к изучению Смоленского архива. Он был одним из редакторов изданного в 1980 году справочника «Guide to the Records of the Smolensk Oblast of the All-Union Communist Party of the Soviet Union, 1917—1941» («Справочник по архивам Смоленской области Всесоюзной Коммунистической партии Советского Союза. 1917—1941 гг.») и в дальнейшем использовал материалы Смоленского архива в своих исследованиях по внутреннему устройству советской довоенной системы.
Брауэр также занимался исследованием русских городов и использования рабочей силы в России в XIX веке. В 1990-х годах он принялся за изучение Среднеазиатских владений Российской империи.
В июле 2006 года Брауэр вышел на пенсию. Умер 27 февраля 2007 года.